# Текстильник (Іваново)
«Текстильник» — російський футбольний клуб з Іваново. Заснований в 1937 році. Домашній стадіон — «Текстильник».

## Досягнення
- Переможець Кубка РРФСР: 1940, 1986
- Переможець Другої ліги СРСР (1981, 1982), Росії(2006)

## Колишні назви
- 1937—1939 — «Спартак»
- 1939—1943 — «Основа»
- 1944—1946 — «Динамо»
- 1947—1948 «Червоний Прапор»
- 1948 — «Спартак»
- 1949 — «Червоний Прапор»
- 1949 — «Спартак»
- 1950—1957 — «Червоний Прапор»
- 1957—1998 — «Текстильник»
- 1999—2000 — «Іваново»
- 2001—2004 — «Текстильник»
- У 2004 році об'єднався з клубом «Спартак-Телеком» (Шуя), утворивши «Текстильник-Телеком», що носив цю назву до 2007 року
- з 2008 — «Текстильник»

## Склад
Станом на кінець серпня 2010

| №  | Поз. | Нац.  | Гравець            |
| -- | ---- | ----- | ------------------ |
| 1  | ВР   | Росія | Артур Конде        |
| 35 | ВР   | Росія | Артем Смирнов      |
| 32 | ВР   | Росія | Анатолій Коновалов |
| 94 | ВР   | Росія | Олексій Смирнов    |
| 2  | ЗХ   | Росія | Віталій Пугін      |
| 4  | ЗХ   | Росія | Дмитро Вахлаков    |
| 5  | ЗХ   | Росія | Ігор Балашов       |
| 3  | ЗХ   | Росія | Андрій Попов       |
| 12 | ЗХ   | Росія | Ілля Сисоєв        |
| 17 | ЗХ   | Росія | Олександр Труфанов |

| №  | Поз. | Нац.  | Гравець             |
| -- | ---- | ----- | ------------------- |
| 13 | ЗХ   | Росія | Максим Царьов       |
| 8  | ПЗ   | Росія | Дмитро Мізеровський |
| 9  | ПЗ   | Росія | Андрій Бубчіков     |
| 11 | ПЗ   | Росія | Вадим Грязнов       |
| 7  | ПЗ   | Росія | Олександр Єшкін     |
| 19 | ПЗ   | Росія | Ілля Телегін        |
| 21 | ПЗ   | Росія | Олексій Алеманов    |
| 22 | ПЗ   | Росія | Євген Сахаров       |
| 23 | ПЗ   | Росія | Олександр Борунов   |
| 18 | ПЗ   | Росія | Андрій Хрипков      |
| 10 | НП   | Росія | Олександр Зернов    |
| 14 | НП   | Росія | Михайло Захаров     |
| 15 | НП   | Росія | Сергій Андрєєв      |
| 20 | НП   | Росія | Роман Данилов       |
| 6  | НП   | Росія | Євген Лосєв         |

## Відомі гравці
- Олександр Піскарьов
- Юрій Єрмаков
- Іван Лях
- Олександр Зернов
- Олександр Щаніцин
- / Володимир Читя
- Абду Джаммек
- Сергій Песьяков
- Олександр Салугін
- Михайло Козлов
- / Ілля Телегін
- / Артем Лопаткін
- Роман Пилипчук